# Lou Jiahui
Lou Jiahui (chino: 娄佳惠; nacida el 26 de mayo de 1991) es una futbolista china que juega como centrocampista y que compitió en los Juegos Olímpicos de Pekín 2008, en la Copa Mundial Sub-20 de 2008 y en las Copas Mundiales de Canadá 2015 y Francia 2019.

## Carrera
En la Superliga China fue jugadora del club Henan Jianye y desde 2016 lo es de Henan Huishang.
En los Juegos Olímpicos de Pekín 2008, celebrados en Pekín, fue el primer gran torneo en el que Lou jugó para el equipo de China. En ese momento, ella no tenía ninguna experiencia en el equipo U-20 y era la jugadora más joven del equipo. Ella hizo su primera aparición en el primer partido, llegando como un sustituto de 83 minutos para el goleador Han Duan en la victoria por 2-1 sobre Suecia.

## Selección nacional

### Participaciones en Juegos Olímpicos
| Juegos Olímpicos         | Sede  | Resultado        | Partidos | Goles |
| ------------------------ | ----- | ---------------- | -------- | ----- |
| Juegos Olímpicos de 2008 | Pekín | cuartos de final | 4        | 0     |

### Participaciones en Copas Mundiales
| Mundial                | Sede    | Resultado        | Partidos | Goles |
| ---------------------- | ------- | ---------------- | -------- | ----- |
| Mundial Sub-20 de 2008 | Chile   | fase de grupos   | 3        | 0     |
| Mundial de 2015        | Canadá  | cuartos de final | 4        | 0     |
| Mundial de 2019        | Francia | cuartos de final | 2        | 0     |

Fuentes: FIFA y Fbref